# Магеррамов, Фирудин Алимамед оглы
Магеррамов Фирудин Алимамед оглы (род. 10 мая 1959, Лерикский район) — театральный режиссер, сценарист, Народный артист Азербайджана (2018).

## Биография
Фирудин Магеррамов родился 10 мая 1959 года в Лерикском районе.
В 1983 году он был принят на режиссерский факультет Азербайджанского государственного художественного института имени М. А. Алиева под руководством профессора, народного артиста Мехти Мамедова и окончил его в 1987 году перспективным режиссером. В студенческие годы режиссёрские работы Ф.Магеррамова, поставившего такие произведения, как «История одной любви» (Рэй Брэдлер), «Каманча» (Дж. Мамедгулузаде), «Как сок» (Р.Ибрагимбеков) и «Электра» (Софокл) в Учебном театре были высоко оценены искусствоведами. В 1987 году был принят на должность режиссера-постановщика в Сумгаитский театр с постановкой спектакля В. Шукшина «Дирибаш адамлар». В 1989 году постановка романа Р. Киплинга «Кот который гулял по себе» сделала его любимцем юной публики. Это выступление было записано и много раз показано по республиканскому телевидению. Этот спектакль, играющий значительную роль в нравственном воспитании детей школьного возраста, хранится в Золотом фонде республиканского телевидения. В этом же фонде хранится и кассета комедии «Господин Джордан и Дервиш Мастали Шах» основоположника азербайджанской драматургии М. Ф. Ахундова. Один за другим спектакли с разными персонажами в сумгаитском театре еще раз доказали, что Ф.Магеррамов — талантливый режиссер. Поставленные выступления: «Диверсанты» (С. Мроджек), «По вашим синглам видно» (И. Маликзаде и С. Алескеров), «Раны» и «Кому какое дело до нашего рвения» (А. Бабаев), «Муравьиное гнездо». (А. Кияс) и т. д. раскрыли творческий потенциал Ф. Магеррамова. Ф.Магеррамов — переводчик 4 пьес и автор 5 пьес. Ему присвоено звание дипломанта и лауреата фестивалей моноспектаклей, регулярно проводимых в республике.

## Творчество
Поставленные и созданные им монопьесы «Гамлет» (У. Шекспир), «Айдын» (Дж. Джаббарлы) и «Дверь» О. Фикратоглу получили высокую оценку искусствоведов. В 1998 году на Международном фестивале «Золотая Маска», посвящённом 50-летию города Рустави Республики Грузия, Ф.Магеррамову была вручена премия «Успешный эксперимент над классическим произведением» за пьесу «Месье Жордан и Дервиш Мастали Шах» (М. Ф. Ахундов). В 2005 году на проходившем в Азербайджанской Республике на театральном фестивале «Заполнив пустое пространство» Ф.Магеррамову был вручен «Успешный актерский ансамбль» — режиссерская премия за спектакль «Берег надежды», поставленный по мотивам повести Ч.Айтматова. «Алабаш, бегущий по морю». Помимо работы в Сумгаитском театре, Ф.Магеррамов поддерживал творческие связи со многими театрами Азербайджанской Республики, в разное время исполнял «Хиджран» в Театре музыкальной комедии имени Ш.Гурбанова, «Истории села Данабаш» в Физулинского государственного драматического театра и И. Эфендиева в Ереванском театре, он создал произведения Анара «Телефонные ночи». Помимо всего этого, Ф.Магеррамов является сценаристом и постановщиком мероприятий государственного уровня, проводимых в городе Сумгаит. Организованные им празднования 70-летия, 75-летия и 80-летия Гейдара Алиева, юбилеев Азиза Алиева и Гасана Алиева завоевали симпатии зрителей. С 1987 года по сегодняшний день Ф.Магеррамов поставил на сцене Сумгаитского театра более 30 произведений. За последние два года сумгаитский зритель увидел «Жил-был пес» (Г. Хугаев), «Буря в горах» (А. М. Лаладаг), «Любовь под вязами» (Ю. Онил), «Первый день». праздника" (Н. Хикмет)), «Мой белый голубь» (Т. Валиева), «Богатая женщина» (А. Амирли), «Гарадская девушка» (А. Шайк), «Первая и последняя» (Дж. Голсуорси), «Сундук почета» (М. Атеш) и др., помимо того, что он длится долго, это один из спектаклей, который любит и смотрит зритель.

## Сценарист фильмов и спектаклей
1. «Иголка-нитка» (2 части)
2. «Шанс» (2 части)
3. «Сожженные мосты» (25 серий)
4. «Игрок» (12 серий)
5. «Безмолвная совесть» (Мультсериал)

## Награды
- «Заслуженный артист Азербайджана» — 2005 г.
- «Медаль «Прогресс»» — 25 сентября 2008 года.[2]
- «Народный артист Азербайджана» — 27 мая 2018 года.[3]
- Премия Президента — 9 мая 2018 г.[4]
- Премия Президента — 10 мая 2019 г.[5]
- Премия Президента — 7 мая 2020 г.[6]
- Премия Президента — 7 мая 2021 г.[7]
- Премия Президента — 10 мая 2022 г.[8]
- Премия Президента — 6 мая 2023 г.[9]

## Фильмография
1. Разрушенные дневники (фильм, 1999)
2. Сожженные мосты (фильм, 2007)
3. Шанс (фильм, 2004)
4. Каждому свое (фильм, 2006)
5. Игрок (фильм, 2008)
6. Тихая совесть (фильм, 2010)
7. Чайка (2012)
8. Страх (две серии)
9. Всю жизнь в страданиях (40 серий)
10. Игла и нитка (две серии)
11. Ожерелье (9 эпизодов)

## Источник
Siyavuş Əmirli, «20 ildən sonra…», «Bütöv Azərbaycan», № 34(122), 5-11 oktyabr 2011. səh.6